# Rachel Veltri
Rachel Veltri (ur. 26 lutego 1978) – amerykańska aktorka oraz modelka. Rachel jest znana głównie z  uczestnictwa w telewizyjnym programie, Miłość albo Kasa. 
W 2005 roku zadebiutowała jako aktorka występując w filmie American Pie: Wakacje a w 2006 roku zagrała w produkcji Trapped Ashes.
W grudniu 2005 roku odbyła nagą sesję fotograficzną dla magazynu Playboy.

## Wybrana filmografia
- 2005 - American Pie: Wakacje
- 2006 - Trapped Ashes